# Anticarsia ferruginea
Anticarsia ferruginea är en fjärilsart som beskrevs av Smith 1900. Anticarsia ferruginea ingår i släktet Anticarsia och familjen nattflyn. Inga underarter finns listade i Catalogue of Life.